# VL Pyörremyrsky
Il VL Pyörremyrsky (in finlandese "Uragano") è stato un aereo da caccia realizzato dall'azienda finlandese di stato Valtion Lentokonetehdas negli anni quaranta per la Suomen ilmavoimat, l'aeronautica militare finlandese, e rimasto allo stato di prototipo.

## Storia del progetto

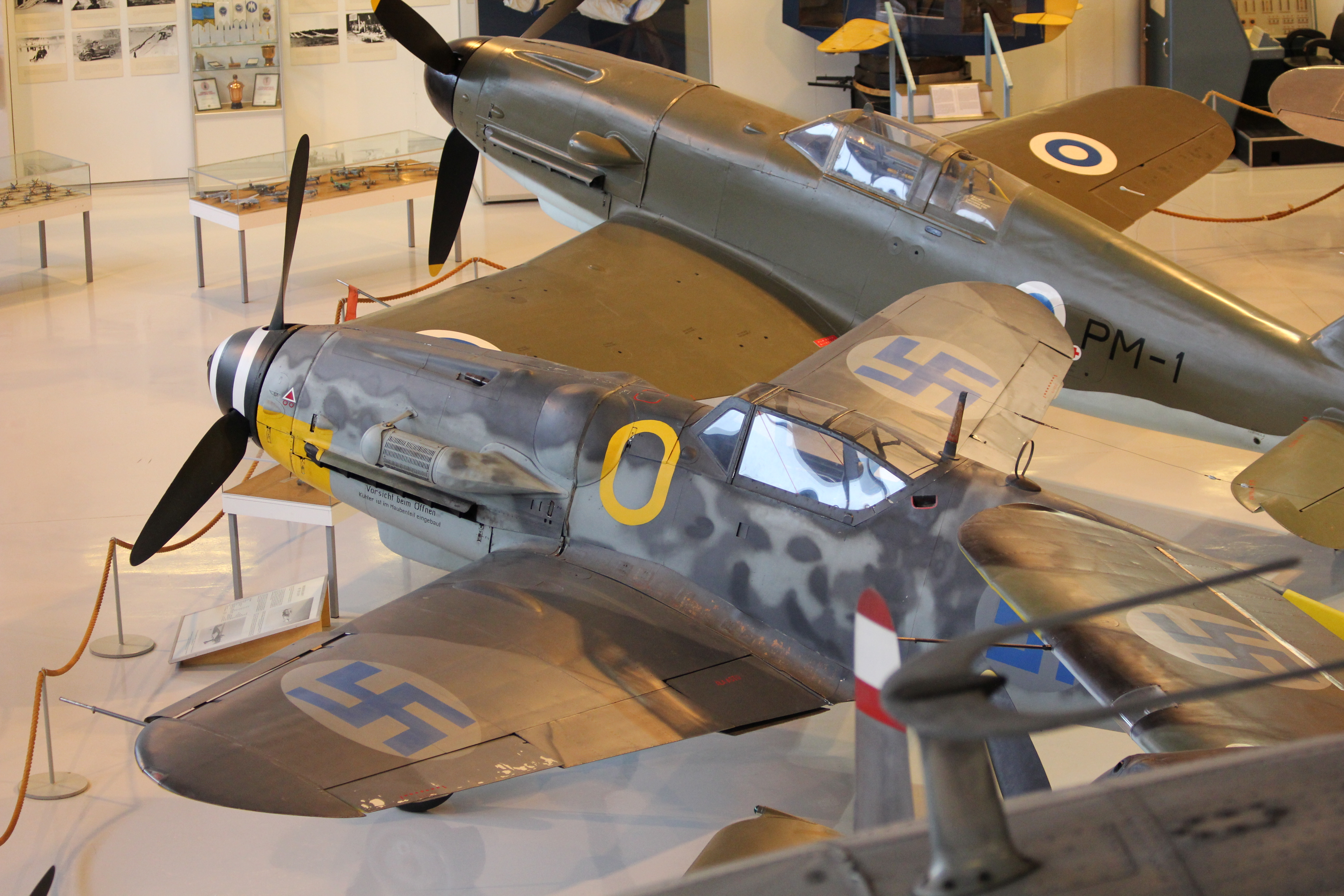
Il prototipo accanto ad un Messerschmitt Bf 109G.

All'inizio della guerra di continuazione l'aeronautica militare finlandese era equipaggiata con un eterogeneo assortimento di aerei da caccia provenienti da diverse nazioni, il principale dei quali era da considerarsi lo statunitense Brewster Buffalo, ma si trovò a contrastare velivoli sovietici ormai antiquati e spesso pilotati da equipaggi poco addestrati, per cui, grazie all'aggressività ed alla perizia dei propri piloti, ottenne un gran numero di vittorie contro le preponderanti forze nemiche. La situazione però cambiò con il tempo, in quanto affluirono in quantità nelle file sovietiche aerei più moderni e prestanti, anche di produzione alleata, e contemporaneamente aumentò il livello di preparazione dei piloti. La situazione divenne insostenibile con l'introduzione del Lavochkin La-5, che era in grado di surclassare qualsiasi caccia allora in dotazione ai finlandesi. Per risolvere il problema, i tedeschi cominciarono a fornire i loro Messerschmitt Bf 109G ai loro alleati.
Fu pertanto deciso di sviluppare un nuovo caccia di produzione nazionale in grado di affrontare i più moderni caccia sovietici e, come per il precedente VL Myrsky che stava entrando in produzione, di utilizzare per quanto possibile il legno come materiale di costruzione, data la scarsità di leghe metalliche, inoltre, per accelerare la produzione, di adattarne la struttura al più potente motore Daimler-Benz DB 605A, fornito dai tedeschi. La fusoliera venne profondamente rivista, con il muso che era dotato, dall'abitacolo in avanti, di una struttura interna a traliccio di tubi d'acciaio. Tutta la parte relativa al motore, tra cui supporti, accessori, cappottature ed elica tripala VDM venne mutuata dal Bf 109. L'ala del Myrsky venne adattata, con qualche modifica, al nuovo caccia.

## Tecnica

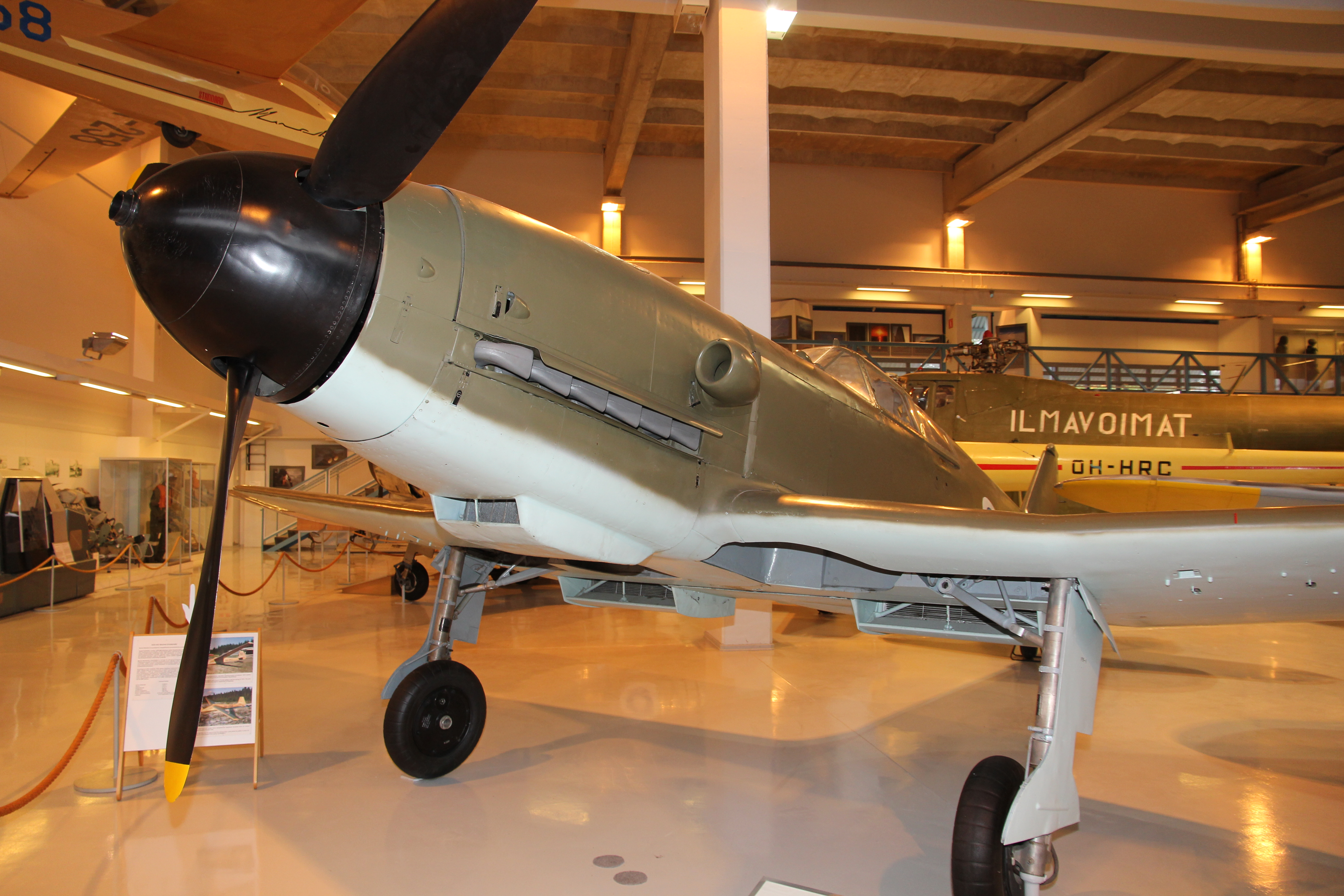
Il muso del velivolo.

Il Pyörremyrsky era un monoplano ad ala bassa e carrello interamente retrattile la cui struttura era in parte lignea e metallica per la fusoliera, rivestita in lamiera metallica nella parte anteriore, ed interamente lignea per le ali, rivestite di compensato.
Il propulsore era un motore aeronautico V12 invertito raffreddato a liquido Daimler-Benz DB 605A di produzione tedesca, della potenza di 1 475 PS (1 085 kW) al decollo. Anche la sistemazione dei radiatori seguiva quella del Bf 109, con due radiatori sotto le ali per il liquido di raffreddamento ed uno sotto il muso per l'olio motore.
L'armamento previsto non venne mai installato sul prototipo; esso avrebbe dovuto essere comunque costituito da due mitragliatrici LKK/42 (copia della Browning M2) calibro 12,7 mm sopra il motore sparanti attraverso il disco dell'elica, integrate da un cannone automatico MG 151/20 calibro 20 mm sparante attraverso il mozzo dell'elica. Erano anche stati previsti due attacchi subalari per serbatoi supplementari di carburante o bombe fino a 400 kg.

## Impiego operativo

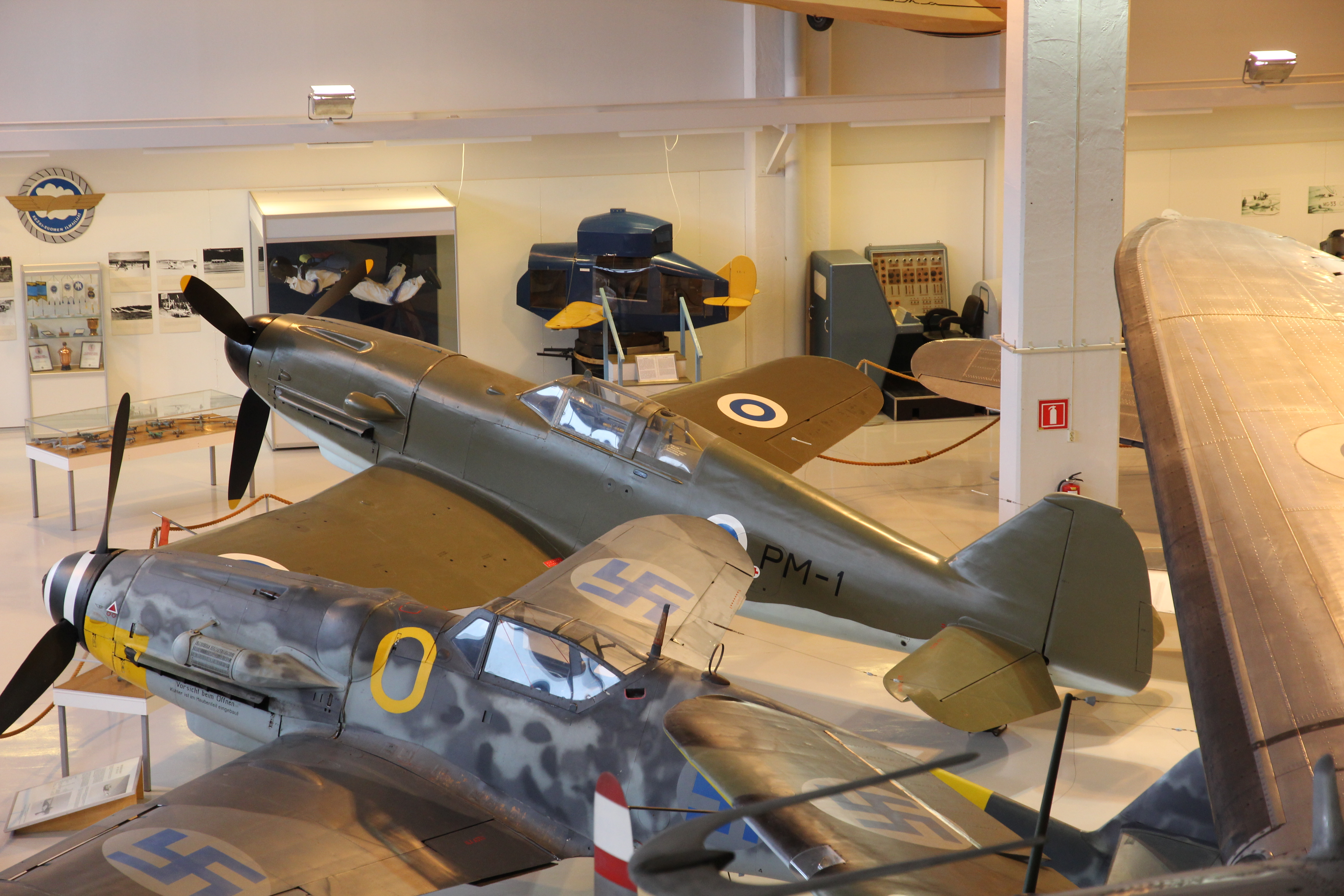
L'aereo ed il Bf 109G, che avrebbe dovuto sostituire.

Nonostante si fosse cercato di adottare soluzioni che permettessero di ottenere il velivolo in tempi più brevi possibili, la costruzione del primo prototipo non era stata ancora terminata al momento dell'armistizio di Mosca che pose fine alla guerra di continuazione nel settembre 1944. Fu pertanto deciso di soprassedere alla costruzione del secondo prototipo previsto, mentre fu portata avanti comunque la costruzione di quello già vicino al completamento. Questo avvenne poco prima della fine delle ostilità in Europa, ma l'aereo, a cui vennero assegnati i codici PM-1, venne portato in volo per la prima volta solo nel novembre 1945. Il velivolo presentò caratteristiche di volo migliori rispetto al Bf 109G, specialmente per quanto riguarda velocità di salita e maneggevolezza, ma non ne fu intrapresa la costruzione in serie, in quanto mancavano del tutto i fondi necessari ed i superstiti Bf 109G ancora in carico alla Suomen Ilmaivomat erano sufficienti per garantire la linea caccia, date anche le limitazioni imposte dalle clausole armistiziali.
Il prototipo venne quindi provato in volo da diversi piloti per essere poi messo a terra nel 1947 e definitivamente radiato dai ruoli nel 1953. L'aereo è stato restaurato ed è conservato nel Keski-Suomen ilmailumuseo (in finlandese Museo aeronautico della Finlandia centrale) di Tikkakoski, nei pressi di Jyväskylä.

## Utilizzatori

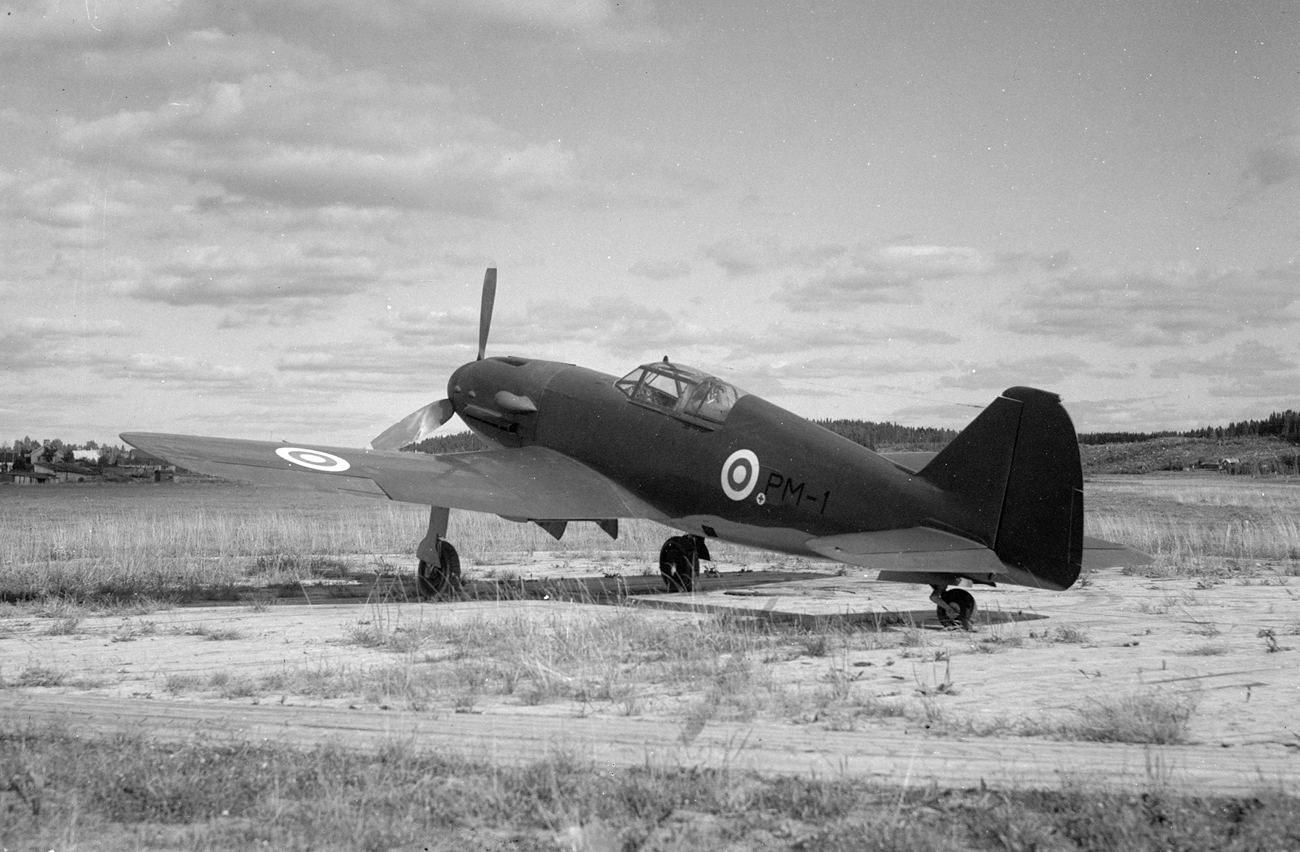
Il prototipo nel 1945

Finlandia
- Suomen ilmavoimat